# Cossal (Ort)
Cossal ist ein osttimoresischer Ort im Suco Saburai (Verwaltungsamt Maliana, Gemeinde Bobonaro). Er befindet sich im Osten der Aldeia Cossal, auf einer Meereshöhe von 932 m. Südöstlich erhebt sich ein Gebirgszug mit dem Foho Malitoli (Foho Saburai, 1714 m) als höchster Punkt. Das Dorf gruppiert sich entlang der Straße von Maliana nach Atos. Nach Nordosten führt die Straße in das Nachbardorf Taz, nach Südwesten in das Dorf Mabiloa.